# 전라남도의 성 목록
다음은 전라남도에 있는 성들의 목록이다. 
| 성 이름       | 주소                                | 종류              | 둘레    | 축성 시기   | 비고                                                          |
| ------------- | ----------------------------------- | ----------------- | ------- | ----------- | ------------------------------------------------------------- |
| 순천왜성      | 순천시 해룡면 신성리                | 일본성            |         | 조선        | 지방기념물 171호 임진왜란 당시 일본의 고니시 유키나카가 축성. |
| 순천 검단산성 | 순천시 해룡면 성산리 산84           | 테뫼식 산성       | 430m    | 백제        | 사적 418호                                                    |
| 낙안읍성      | 순천시 낙안면 동내리                | 평지성            |         | 마한        |                                                               |
| 남양현성지    | 고흥군 남양면 남양리                | 테뫼식 석성       | 530m    | 백제        |                                                               |
| 백치성        | 고흥군 도화면 신호리 산 29-30       | 석성              | 454m    | 백제        |                                                               |
| 태강현성지    | 고흥군 동강면 대강리 당곡           | 토석혼축성        |         | 백제        |                                                               |
| 독치성        | 고흥군 포두면 봉림리, 상대리        | 석성              | 508m    | 백제        |                                                               |
| 고흥고읍성지  | 고흥군 풍양면 한동리                | 테뫼식 토석혼축성 | 310m    | 백제        |                                                               |
| 마로산성      | 광양시 광양읍 용강리                | 테뫼식 산성       | 550m    | 백제        | 기념물 173호                                                  |
| 중흥산성      | 광양시 옥룡면 운평리 산 23          | 토석혼축성        | 3270m   | 남북국 시대 | 보물 112호                                                    |
| 불암산성      | 광양시 진상면 비평리                | 테뫼식 석성       | 500m    | 백제        |                                                               |
| 봉암산성      | 광양시 진상면 신아리                | 테뫼식 석성       |         | 백제        |                                                               |
| 봉성산성      | 구례군 구례읍 봉서리                | 석성              | 720m    | 백제        |                                                               |
| 신유산성      | 구례군 산동면 신학리 산 16,17       | 석성              | 1000m   | 백제        |                                                               |
| 석주관성      | 구례군 토지면 송정리                |                   | 736m    | 고려        | 사적 385호                                                    |
| 회진성        | 나주시 다시면 신풍리 산 1           | 포곡식 토성       | 1000m   | 백제        |                                                               |
| 자미산성      | 나주시 반남면 대안리 산 3-2         | 토석혼축성        | 740m    | 백제        | 지방기념물 88호                                               |
| 내정리성지    | 나주시 세지면 내정리                | 석성              |         | 백제        | 길이 2km                                                      |
| 담주산성      | 담양군 무정면 오봉리, 창평면 광덕리 | 테뫼식 석성       | 1090.8m | 백제        |                                                               |
| 금성산성      | 담양군 용면                         |                   | 6486m   |             | 사적 353호, 내성은 859m                                       |
| 남산성        | 무안군 무안읍 성남리                | 석성              | 828m    | 백제        |                                                               |
| 양동리성지    | 보성군 문덕면 양동리                | 테뫼식 토석혼축성 | 250m    | 백제        |                                                               |
| 전동산성      | 보성군 벌교읍 전동리                | 테뫼식 석성       | 680m    | 백제        |                                                               |
| 난봉산성      | 순천시 매곡동                       |                   | 736m    | 백제        |                                                               |
| 성암산성      | 순천시 황전면 죽내리                |                   | 350m    | 백제        |                                                               |
| 대성산성      | 신안군 장산면 다수리 산 100         | 테뫼식 석성       | 236m    | 백제        |                                                               |
| 장산성지      | 신안군 장산면 오음리 일대           | 토성              |         | 백제        | 길이 8km                                                      |
| 호랑산성      | 여수시 둔덕동 산 114-53             | 테뫼식 석성       |         | 백제        |                                                               |
| 고락산성      | 여수시 문수동 산 35                 | 테뫼식 석성       | 354m    | 백제        |                                                               |
| 선원동산성    | 여수시 선원동 산 128-1              | 테뫼식 석성       | 474m    | 백제        |                                                               |
| 척산산성      | 여수시 오림동                       | 테뫼식 석성       |         | 백제        |                                                               |
| 용성리성촌성  | 영광군 법성면 용성리                | 토성              | 300m    | 백제        |                                                               |
| 벽오산성      | 장성군 북이면 죽청리 만동           | 테뫼식 석성       | 800m    | 백제        |                                                               |
| 삼계성지      | 장성군 삼계면 사창리 우봉마을       | 테뫼식 토성       |         | 백제        |                                                               |
| 이척산성      | 장성군 장성읍 유탕리 산 234         | 포곡식 토석혼축성 |         | 백제        | 길이 1.4 km                                                   |
| 진원산성      | 장성군 진원면 산 98                 | 포곡식 석성       | 120m    | 백제        |                                                               |
| 고장흥성지    | 장흥군 관산읍 방촌리 계춘           | 테뫼식 석성       | 450m    | 백제        |                                                               |
| 석남산성      | 장흥군 관산읍 성산리                | 석성              |         | 백제        |                                                               |
| 수인산성      | 장흥군 유치면 대리 산 225           | 석성              | 6000m   |             |                                                               |
| 참찰산성지    | 진도군 고군면 고서일, 의신면 사천리 | 포곡식 석성       | 1500m   | 백제        |                                                               |
| 고군성지      | 진도군 고군면 고성리 64             | 석성              | 11700m  | 백제        |                                                               |
| 남도진성      | 진도군 임회면 남동리 149            | 석성              | 610m    | 고려        | 고려때 삼별초가 배중손의 지휘로 항쟁한 곳                     |